# Chung kết Cúp Liên đoàn các châu lục 2003
Chung kết Cúp Liên đoàn các châu lục 2003 là trận đấu bóng đá để tìm ra nhà vô địch của Cúp Liên đoàn các châu lục 2003. Trận đấu diễn ra trên sân vận động Stade de France, Saint-Denis, Pháp, vào ngày 29 tháng 6 năm 2003 giữa hai đội tuyển Cameroon và Pháp. Đương kim vô địch Pháp đã bảo vệ thành công danh hiệu của họ sau khi vượt qua Cameroon 1–0 sau 120 phút thi đấu bằng bàn thắng duy nhất của Thierry Henry.
Cameroon mặc chiếc áo có thêu tên, ngày sinh và ngày mất của Marc-Vivien Foé để tưởng nhớ người đã đột tử ngay trên sân ở phút thứ 72 của trận bán kết gặp Colombia 3 ngày trước đó. Tại lễ trao giải, hai cầu thủ Cameroon cầm một bức ảnh khổng lồ của Foé, và một huy chương á quân được treo ở mép bức ảnh. Khi đội trưởng Marcel Desailly của đội tuyển Pháp được trao Cúp Liên đoàn các châu lục, anh đã không nâng nó lên cao mà cùng nâng với đội trưởng Cameroon Rigobert Song.

## Đường đến trận chung kết
| Đội        | ST | T | H | B | BT | BB | HS | Đ |
| ---------- | -- | - | - | - | -- | -- | -- | - |
| Cameroon   | 3  | 2 | 1 | 0 | 2  | 0  | 2  | 7 |
| Thổ Nhĩ Kỳ | 3  | 1 | 1 | 1 | 4  | 4  | 0  | 4 |
| Brasil     | 3  | 1 | 1 | 1 | 3  | 3  | 0  | 4 |
| Hoa Kỳ     | 3  | 0 | 1 | 2 | 1  | 3  | −2 | 1 |

| Team        | ST | T | H | B | BT | BB | HS  | Đ |
| ----------- | -- | - | - | - | -- | -- | --- | - |
| Pháp        | 3  | 3 | 0 | 0 | 8  | 1  | 7   | 9 |
| Colombia    | 3  | 2 | 0 | 1 | 4  | 2  | 2   | 6 |
| Nhật Bản    | 3  | 1 | 0 | 2 | 4  | 3  | 1   | 3 |
| New Zealand | 3  | 0 | 0 | 3 | 1  | 11 | −10 | 0 |

## Chi tiết trận đấu
| Cameroon | 0–1 (s.h.p.) | Pháp      |
| -------- | ------------ | --------- |
|          | Chi tiết     | Henry 97' |

| Cameroon | France |

| GK                  | 1  | Carlos Kameni              |     |     |
| CB                  | 3  | Jean-Joël Perrier-Doumbé   |     |     |
| CB                  | 13 | Lucien Mettomo             |     |     |
| CB                  | 4  | Rigobert Song (đội trưởng) |     |     |
| RM                  | 8  | Geremi                     |     |     |
| CM                  | 19 | Eric Djemba-Djemba         |     |     |
| CM                  | 7  | Modeste M'bami             | 89' |     |
| LM                  | 5  | Timothée Atouba            |     |     |
| RF                  | 16 | Valéry Mézague             |     | 91' |
| CF                  | 11 | Pius Ndiefi                |     | 67' |
| LF                  | 18 | Mohammadou Idrissou        |     |     |
| Vào sân thay người: |    |                            |     |     |
| FW                  | 9  | Samuel Eto'o               |     | 67' |
| MF                  | 10 | Achille Emaná              |     | 91' |
| Huấn luyện viên:    |    |                            |     |     |
| Winfried Schäfer    |    |                            |     |     |

| GK                  | 16 | Fabien Barthez               |     |     |
| RB                  | 19 | Willy Sagnol                 |     | 76' |
| CB                  | 5  | William Gallas               |     |     |
| CB                  | 8  | Marcel Desailly (đội trưởng) |     |     |
| LB                  | 3  | Bixente Lizarazu             |     |     |
| RM                  | 10 | Ludovic Giuly                |     |     |
| CM                  | 18 | Benoît Pedretti              |     |     |
| CM                  | 6  | Olivier Dacourt              | 44' | 90' |
| LM                  | 11 | Sylvain Wiltord              |     | 65' |
| CF                  | 9  | Djibril Cissé                |     |     |
| CF                  | 12 | Thierry Henry                |     |     |
| Vào sân thay người: |    |                              |     |     |
| MF                  | 7  | Robert Pires                 |     | 65' |
| DF                  | 15 | Lilian Thuram                |     | 76' |
| MF                  | 17 | Olivier Kapo                 |     | 90' |
| Huấn luyện viên:    |    |                              |     |     |
| Jacques Santini     |    |                              |     |     |

| Trợ lý trọng tài: Gennady Krasyuk (Nga) Yuri Dupanov (Belarus) Trọng tài thứ 4: Carlos Amarilla (Paraguay) |